# Daniela Igliozzi
Daniela Igliozzi,  född 16 maj 1943 i Pontecorvo, är en italiensk skådespelare.

## Filmografi (urval)
- 1998 - Nicholas' Gift
- 1988 - Invisibili, Gli
- 1965 – Här kommer bärsärkarna
- 1961 - Divorzio all'italiana
- 1961 - Giorno per giorno disperatamente